# Mictlanpachecatl

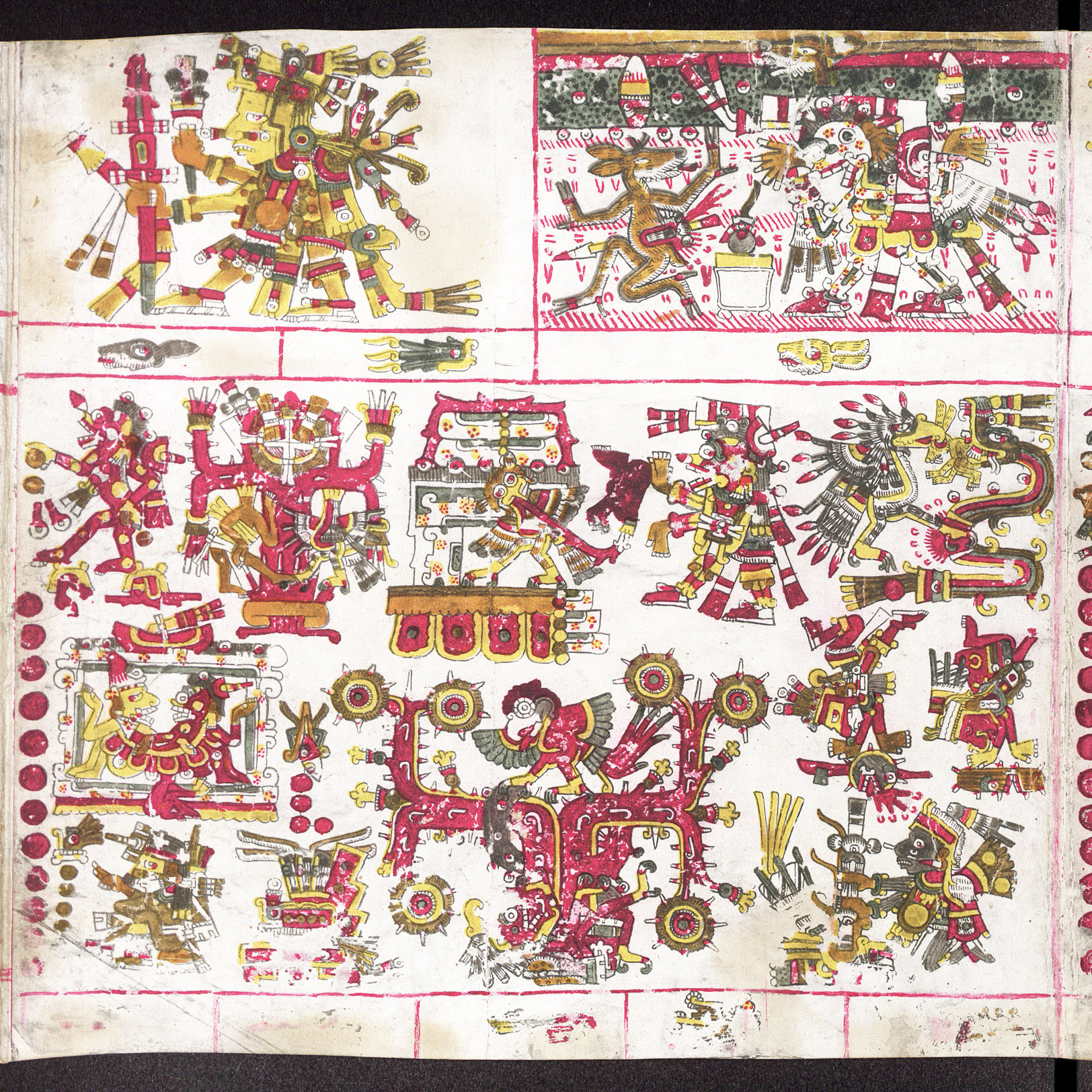
Mictlampa, l'hémisphère nord selon le Codex Borgia.

Mictlanpachecatl « vent vers l'enfer » (appelé aussi Mictlampachecatl) dans la mythologie aztèque, est la personnification du vent du Nord, parce que les Aztèques disaient que l'enfer était vers le nord. Ses frères sont Cihuatecayotl, Tlalocayotl, Vitztlampaehecatl, lesquels sont les personnifications des vents du Sud, de l'Ouest et de l'Est.